# Оршад

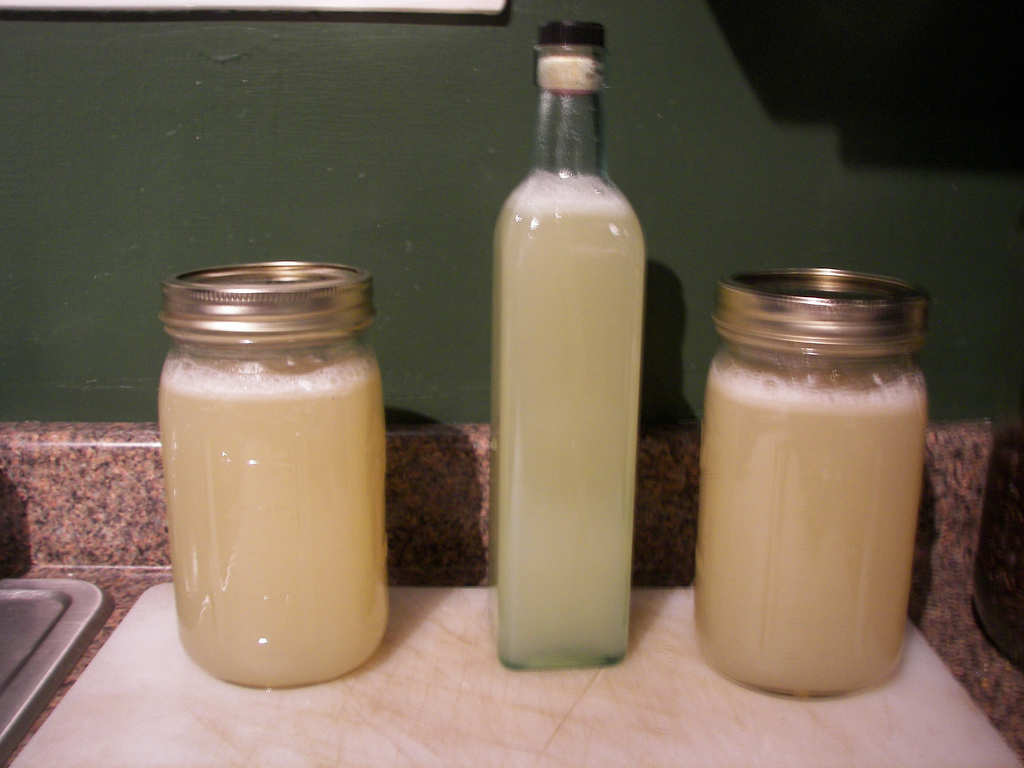
Сосуды с оршадом домашнего приготовления

Оршад (фр. Orgeat) — старинный молочный сироп, смесь миндального молока с сахаром и померанцевой водой (настоянной на флёрдоранже). Иногда вместо померанцевой шла в ход розовая вода.
Помимо миндаля, в старину для получения напитка использовались зёрна ячменя (фр. orge), чем и объясняется современное название. В наше время оршад употребляется главным образом как ингредиент для коктейлей (например, «Май Тай»).
В кулинарной книге Елены Молоховец (1861) рецепт оршада описывается следующим образом:

Миндаль обварить, очистить, истолочь очень мелко, развести 6 стаканами кипяченной воды, процедить, выжать, всыпать сахар, размешать, влить, кто любит, ¼ стакана воды померанцевых цветов.
Выдать на 6 стаканов:
½—⅔ фунта, то есть 1½—2 стакана сладкого миндаля, в том числе около ¼ стакана горького.
¼—⅓ фунта сахара.
(¼ стакана воды померанцевых цветов).

Оршад не следует путать с испанским и латиноамериканским прохладительным напитком — орчатой, в состав которого также входит миндаль. Этимология у названий этих напитков общая.